# 이륜택배
이륜택배(二輪宅配) 또는 오토바이 택배는 도시와 인근 지역의 소화물을 수송하는 것으로 서류 등의 소화물을 모터사이클을 이용해 배달하는 것을 말한다. 흔히 퀵서비스라고도 불린다.

## 대한민국

### 역사
이륜택배업은 현재 퀵서비스 주식회사의 대표로 있는 임항신이 일본 도쿄 센슈 대학 유학생 시절이었던 1984년에 도쿄 시내를 주행하던 이륜배송서비스(일명 바이크빈)를 보고 시작이 되었다. 임항신은 1992년에 유학생활을 마친 다음 오토바이 5대를 갖추고 퀵서비스 주식회사를 설립했다. 1993년 3월에 퀵서비스 주식회사는 국내 최초로 소화물 전문배송 서비스를 개시하기 시작하여 1996년에는 업계 최초로 법인을 설립했다. 국내에서 이륜차나 경상용차를 이용한 소화물배송업을 흔히 퀵서비스라고 부르는데 이 단어는 설립자인 임항신이 만든 합성어이다.
소화물배송업을 지칭하는 용어는 퀵서비스 이외에도 오토바이퀵, 다마스퀵, 라보용달 등이 있는데 이는 배송을 하는데 사용되는 차량종류(오토바이) 또는 차량명(다마스, 라보)과 퀵서비스라는 단어를 합성한 단어이다.
이륜택배업을 포함한 퀵서비스는 초기엔 심부름센터나 도매시장의 소화물 용달 수준에 머물렀지만 90년대 후반 수요가 늘면서 급속도로 성장했다. 특히 '빨리빨리' 문화가 더해져 퀵서비스는 바쁘게 돌아가는 대한민국의 상징이 되었으며, 기업체나 관공서는 물론 개인들도 자주 이용하고 있다. 퀵서비스는 이제 현대사회에 없어서는 안 될 필수 물류업종이 됐다. 2007년에 이륜특송업중앙회에 의하면 전국에 3000개 이상의 업체가 있으며, 퀵서비스 기사는 10만명에서 13만명으로 추산된다. 시장 규모는 7000억원 이상에 이르며, 서울과 수도권 전역을 대상으로 하는 광역업체와 특정지역(공단이나 시장을 대상으로 한 지역업체 등)으로 구분된다.

### 사용 차종
이륜택배업에 종사하는 사람이 사용하는 모터사이클은 주로 유지비가 적게 들고 내구성이 좋은 것을 사용한다.
전국적으로 보면 대부분 125cc 이하의 국산 모터사이클을 사용하며, 지방의 소도시 등에서는 100cc에서 110cc의 상용 모터사이클을 사용하는 경우도 있다. 또한 배달량이 많은 업체 또는 수도권의 광역업체(일부의 광역업체의 경우에는 충청남도 천안시와 같이 수도권과 인접한 지역까지 배달하는 경우도 있다.)는 특성상 장거리 주행을 해야 하기 때문에 2종 소형 면허를 소지해야 운전이 가능한 중형 이상의 모터사이클(S&T 미라쥬250, 혼다 CB400) 등을 사용하는 경우도 있다.

### 문제점
이륜택배업을 포함한 퀵서비스가 1990년대부터 보편화되었지만 아직 관련 법규나 제도가 전혀 없어 관리와 보호는 되지 않으며, 현황조차 제대로 파악이 안 되고 있는 상황이다. 또 일부 이륜택배업 종사자의 신호위반과 불법운행을 하는 경우도 있어 '거리의 무법자'나 '난폭운전의 주범'으로 매도되기도 한다. 무엇보다 가장 큰 문제는 이륜택배업은 법의 사각지대에 존재한다는 점이다.
1997년에 제정되어 1998년에 시행된 화물자동차운수사업법 제2조의 1호에 명시된 화물자동차의 범주에 의하면 이륜자동차는 명시되어 있지 않기 때문에 엄격히 말하면 이륜택배업체는 불법 영업을 하는 샘이다. 이륜택배업은 영업신고만 하면 누구든지 일을 할 수 있는 자유업이며, 진입장벽이 낮아 영세업체가 난립하고 이는 과도한 요금할인 등의 출혈경쟁으로 이어지고 있다. 이는 배송단가를 낮추고 고스란히 퀵서비스 기사의 소득감소로 이어지고 있다. 퀵서비스 노조는 "빨리 관련 제도가 정비돼 퀵서비스가 음지에서 양지로 올라와야 한다"고 주장하였다.
교통사고를 당한 퀵서비스 종사자의 경우 산업재해로 인정받지 못해 제대로 보상이 되지 않아 피해를 입는 경우도 있다.
대한민국의 이륜자동차 번호판 또한 사업용과 비사업용 번호판이 구분되어 있지 않다.(대한민국 이륜차의 번호판은 사업용과 비사업용 번호판 구분없이 흰색 바탕의 번호판이다.) 외국의 경우를 보면 이륜자동차의 번호판도 일반 자동차와 같이 사업용과 비사업용으로 구분되어 있으며 바가지 요금, 교통법규 위반이나 운행시간 위반 등 불법운행이 3회 이상 적발될 경우 운행허가 취소를 하는 국가도 있다. 중국의 예를 보면 각 성마다 법규가 다르지만 광둥성의 예를 보면 오후 6시 이후에는 영업을 할 수가 없으며, 안전 장구 외에도 운행허가 번호가 적혀져 있는 야광 조끼를 착용하도록 규정이 되어있다.
또 도로교통법에서 긴급자동차를 제외한 이륜자동차의 경우 배기량에 관계없이 자동차 전용도로의 통행이 불가능하다고 명시되어 있기 때문에 가까운 거리를 돌아가게 되어 배송이 지연되는 경우가 있거나 이러한 법령을 위반하게 되는 경우도 있다. 서울특별시를 기준으로 버스정류장이 설치되어 있거나 신호등이 있는 교차로(삼거리나 사거리)가 설치되어 있는 자동차 전용도로도 있으며, 이륜특송업에 종사하는 한 사람은 노들길과 남부순환로는 갈 수 없어 목적지가 바로 코앞인데도 한참을 돌아가야 하기 때문에 교통사고의 위험에 직면해 있다고 말했다.

## 대한민국 이외의 국가

### 일본

#### 개요
일본에서 이륜택배업은 바이크빈(일본어: バイク便)이라고 부른다. 일본의 화물자동차운송사업법의 화물자동차의 범주에 이륜차도 포함이 되어 있다.
바이크빈은 당일의 몇시간이내라고 하는 긴급한 배달이 요구될 경우로 채용할 수 있어 특히 정체가 많은 도쿄 23구나 오사카 등의 대도시부에서 수요가 많다. 바이크빈은 택배의 운임에 비교해서 비교적 값이 비싸지만 택배가 최단으로 다음날 배송을 원칙으로 하기 위해서 특히 서둘러서 보내는 필요가 있는 기업 간의 연락이나 소형화물의 수송에 이용한다. 광고 관계와 출판 관계에서는 원고(전자원고의 기록 미디어를 포함한다)나 사진 필름 등의 수송이라도 빈번하게 이용한다. 1990년대부터 바이크빈이 성장해 왔다.

#### 차량
바이크빈 종사자가 사용하는 모터사이클은 도시부에서의 타기 쉬움이나 빠져 나가기의 쉬움, 연당 몇 만km의 주행에 문제가 없는 내구성, 저렴한 유지비용이 요구된다. 그 때문에 바이크빈 종사자들은 CB400SF나 차량 검사가 불필요한 250cc의 오프로드 바이크 및 VT시리즈(SPADA, 젤비스, VTR250), 제이드/호넷250 등과 같은 모터사이클을 많이 사용한다. 또 어드레스 V100에 대표되는 소형자동이륜(원동기부 2종)의 스쿠터는 고속도로는 통행할 수 없으면서도 소형, 경량으로 기동성이 뛰어나기 때문에 근거리 배달에 많이 사용된다.

#### 바이크빈 라이더라고 하는 직업에 대해서
바이크빈 배송원(바이크빈 라이더)은 바이크빈 운영 회사가 배송자 개인과 운송 청부계약을 주고 받는 것이 일반적인 고용 형태이기 때문에 교통 사고를 당해도 산재보험이 적용되지 않은 경우가 많아 업계내에서도 문제시 되고 있었다. 후생노동성은 2007년 9월 바이크빈 라이더는 산재보험을 적용해야 할 노동자라고 하는 견해를 내보였다.

## 자전거 배달
영국의 런던이나 미국의 뉴욕 등에서는 일반길과 공원이나 보도를 추월하고, 재빨리 경량화물을 신고하는 편리성으로부터, 자전거를 사용한 "메신저"(자전거 배달)도 많다.
이것은 도시구조와 정체의 정도에도 관계되어 있지만 전화, FAX나 전자 우편에서는 보낼 수 없는 물건의 배달에 이용되고 있다. 자전거 배달에는 지하철 등도 활용되어 열차내에 가져오기 쉬운 경량으로 접을 수 있는 자전거가 이용되는 경우도 있다.

## 재해지역
도시부에서 정체에 강한 것이 알려져 있는 이륜택배이지만 재해지역에서의 기동력이 주목받고 있다. 일본의 바이크빈이 그 예이다.
1995년에 발생한 한신·아와지 대지진 재해에서는 무너진 주택이나 도로의 파손에 의해 일반 차량의 통행이 불가능하였다. 그러나 이륜차는 사륜차보다도 좁은 길폭이라도 통행할 수 있기 때문에 비교적 용이하게 통로를 확보할 수 있고 구호 물자의 수송이나 대피소 간의 연락에 활약했다.
이 "바이크는 재해에 강하다"라고 하는 교훈은 후에 바이크빈이나 바이크 애호자를 중심으로 한 자원봉사팀이 조직되는 계기가 되고, 니가타 현 주에쓰 지진에서는 바이크 애호자나 바이크빈 관계자들에 의한 자원봉사팀에 의해 산간지대의 이재민에게 식량이나 의약품 등의 구호 물자의 배달을 하였다.(→재팬 레스큐 서포트 바이크네트워크)
게다가 이것을 진척시키고 피재지역에서의 기업관계자에게 서포트를 하는 서비스도 등장하고 있어, 위기관리의 면으로 주목을 모으고 있다.

## 참고 자료
- 퀵서비스 기사의 노동실태매일노동뉴스 2006.01.10
- 퀵서비스 기사의 열악한 근로여건매일노동뉴스 2006.01.11

## 같이 보기
- 자전거 배달
- 택배